# Orgyia araea
Orgyia araea är en fjärilsart som beskrevs av Collenette 1932. Orgyia araea ingår i släktet fjädertofsspinnare, och familjen tofsspinnare. Inga underarter finns listade i Catalogue of Life.